# Орта (озеро)
О́рта (Кузио; итал. Lago d'Orta) — озеро на севере Италии, в Пьемонте, к западу от Лаго-Маджоре.
Озеро носит современное название с XVI века, раньше называлось Сан-Джулио, в честь св. Юлия, местного святого, жившего на озере в IV веке.
Площадь озера — около 18,2 км², длина — около 13,4 км, максимальная глубина — 143 м. Сан-Джулио — самый крупный остров на озере.